# Abiodun Baruwa
Abiodun Baruwa (Abuja, 16 novembre 1974) è un ex calciatore nigeriano, di ruolo portiere.

## Carriera
Con la Nazionale di calcio della Nigeria ha partecipato al campionato del mondo 1998 in Francia, ed ha collezionato complessivamente 5 presenze.

## Statistiche

### Cronologia presenze e reti in nazionale
| Cronologia completa delle presenze e delle reti in nazionale ― Nigeria | Cronologia completa delle presenze e delle reti in nazionale ― Nigeria | Cronologia completa delle presenze e delle reti in nazionale ― Nigeria | Cronologia completa delle presenze e delle reti in nazionale ― Nigeria | Cronologia completa delle presenze e delle reti in nazionale ― Nigeria | Cronologia completa delle presenze e delle reti in nazionale ― Nigeria | Cronologia completa delle presenze e delle reti in nazionale ― Nigeria | Cronologia completa delle presenze e delle reti in nazionale ― Nigeria |
| Data                                                                   | Città                                                                  | In casa                                                                | Risultato                                                              | Ospiti                                                                 | Competizione                                                           | Reti                                                                   | Note                                                                   |
| ---------------------------------------------------------------------- | ---------------------------------------------------------------------- | ---------------------------------------------------------------------- | ---------------------------------------------------------------------- | ---------------------------------------------------------------------- | ---------------------------------------------------------------------- | ---------------------------------------------------------------------- | ---------------------------------------------------------------------- |
| 5-4-1997                                                               | Lagos                                                                  | Nigeria                                                                | 2 – 1                                                                  | Guinea                                                                 | Qual. Mondiali 1998                                                    | -1                                                                     |                                                                        |
| 7-6-1997                                                               | Lagos                                                                  | Nigeria                                                                | 3 – 0                                                                  | Kenya                                                                  | Qual. Mondiali 1998                                                    | -                                                                      |                                                                        |
| 22-2-1998                                                              | Kingston                                                               | Giamaica                                                               | 2 – 2                                                                  | Nigeria                                                                | Amichevole                                                             | -2                                                                     |                                                                        |
| 29-5-1998                                                              | Belgrado                                                               | Jugoslavia                                                             | 3 – 0                                                                  | Nigeria                                                                | Amichevole                                                             | -3                                                                     |                                                                        |
| 5-6-1998                                                               | Rotterdam                                                              | Paesi Bassi                                                            | 5 – 1                                                                  | Nigeria                                                                | Amichevole                                                             | -3                                                                     | 46’                                                                    |
| Totale                                                                 |                                                                        | Presenze                                                               | 5                                                                      |                                                                        | Reti                                                                   | -9                                                                     |                                                                        |